# Аско (річка)
Аско (фр. Asco корс. Ascu) — річка Корсики (Франція). Довжина 34,1 км, витік знаходиться на висоті 1 815 метрів над рівнем моря на схилах гори Монте Чінту (Monte Cintu) (2706 м). Впадає в річку Голо на висоті 181 метр над рівнем моря.
Протікає через комуни-муніципалітети: Аско, Мольтіфао, Канаваджа, Морозалья і тече територією департаменту Верхня Корсика та кантонами: Кастіфао-Морозалья (Castifao-Morosaglia), Альто-ді-Казаконі (Alto-di-Casacconi).
Джерело знаходиться на південний схід від 2706 метрів (8878 футів) Монте-Чінто.